# Шлегел (Тирингија)
Шлегел (њем. Schlegel) општина је у њемачкој савезној држави Тирингија. Једно је од 76 општинских средишта округа Зале-Орла. Према процјени из 2010. у општини је живјело 365 становника. Посједује регионалну шифру (AGS) 16075097.

## Географски и демографски подаци
Шлегел се налази у савезној држави Тирингија у округу Зале-Орла. Општина се налази на надморској висини од 620 метара. Површина општине износи 12,3 km². У самом мјесту је, према процјени из 2010. године, живјело 365 становника. Просјечна густина становништва износи 30 становника/km².